# Истер, Роберт (младший)
Роберт Истер (англ. Robert Easter Jr.; род. 26 января 1991, Толидо, Огайо, США) — американский боксёр-профессионал, выступающий в лёгкой и первой полусредней весовых категориях. Среди профессионалов чемпион мира по версии IBF (2016—2018) в лёгком весе.

## Любительская карьера
230 боев — 213 побед — 17 поражений.

## Профессиональная карьера
Профессиональную карьеру боксёра Истер начал в ноябре 2012 год победив техническим нокаутом соотечественника Эдди Корона (0-1-1).
10 февраля 2017 года Истер встретился в бою с пуэрто-риканским боксёром Луисом Крусом (22-4-1) — претендентом на титулом чемпиона мира по версии IBF, победив того единогласным решением судей (счёт: 119—106, 118—107, 117—108).

## Статистика профессиональных боёв
В таблице перечислены результаты всех поединков боксёров.
В каждой строке указан результат поединка. Дополнительно номер поединка обозначен цветом, который обозначает итог поединка. Расшифровка обозначений и цветов представлена в нижеследующей таблице.
| Пример | Расшифровка                     |
| ------ | ------------------------------- |
|        | Победа                          |
|        | Ничья                           |
|        | Поражение                       |
|        | Планируемый поединок            |
|        | Поединок признан несостоявшимся |
| КО     | Нокаут                          |
| ТКО    | Технический нокаут              |
| PTS    | Решение судей (по очкам)        |
| UD     | Единогласное решение судей      |
| MD     | Решение большинства судей       |
| SD     | Раздельное решение судей        |
| RTD    | Отказ от продолжения боя        |
| DQ     | Дисквалификация                 |
| NC     | Поединок признан несостоявшимся |

| 25 поединков, 23 победы (14 нокаутом), 1 ничья, 1 поражение. | 25 поединков, 23 победы (14 нокаутом), 1 ничья, 1 поражение. | 25 поединков, 23 победы (14 нокаутом), 1 ничья, 1 поражение. | 25 поединков, 23 победы (14 нокаутом), 1 ничья, 1 поражение. | 25 поединков, 23 победы (14 нокаутом), 1 ничья, 1 поражение. | 25 поединков, 23 победы (14 нокаутом), 1 ничья, 1 поражение. | 25 поединков, 23 победы (14 нокаутом), 1 ничья, 1 поражение.                                                                                             |
| Бой                                                          | Рекорд                                                       | Дата боя                                                     | Соперник                                                     | Место проведения боя                                         | Раундов, время                                               | Дополнительно |
| ------------------------------------------------------------ | ------------------------------------------------------------ | ------------------------------------------------------------ | ------------------------------------------------------------ | ------------------------------------------------------------ | ------------------------------------------------------------ | --- |
| 25                                                           | 23-1-1                                                       | 20 февраля 2021                                              | Райан Мартин (24-1)                                          | Мохеган-сан, Анкасвилл, Коннектикут, США                     | UD (12)                                                      | Счёт: 118-110, 117-111, 118-110. |
| 24                                                           | 22-1-1                                                       | 26 октября 2019                                              | Адриан Гранадос (20-7-2)                                     | Рединг, Пенсильвания, США                                    | UD (10)                                                      | Счёт: 98-92, 97-93, 100-90. |
| Перешёл в 1-й полусредний вес — 140 фунтов (до 63,5 кг).     |                                                              |                                                              |                                                              |                                                              |                                                              | |
| 23                                                           | 21-1-1                                                       | 27 апреля 2019                                               | Рансес Бартелеми (27-1)                                      | Cosmopolitan of Las Vegas, Лас-Вегас, Невада, США            | SD (12)                                                      | Бой за вакантные титулы чемпиона мира по версиям WBA и IBO в лёгком весе. Счёт: 115-113, 113-115, 114-114.                                               |
| 22                                                           | 21-1                                                         | 28 июля 2018                                                 | Майки Гарсия (38-0)                                          | Стэйплс-центр, Лос-Анджелес, Калифорния, США                 | UD (12)                                                      | Объединительный бой за титулы чемпиона мира по версиям WBC (1-я защита Гарсия) и IBF (4-я защита Истера) в лёгком весе. Счёт: 111-116, 110-117, 109-118. |
| 21                                                           | 21-0                                                         | 20 января 2018                                               | Хавьер Фортуна (33-1-1)                                      | Барклайс-центр, Бруклин, Нью-Йорк, штат Нью-Йорк, США        | SD (12)                                                      | Защитил титул чемпиона мира по версии IBF в лёгком весе (3-я защита Истера). Счёт: 114-113, 113-114, 115-112.                                            |
| 20                                                           | 20-0                                                         | 30 июня 2017                                                 | Денис Шафиков (38-2-1)                                       | Толидо, Огайо, США                                           | UD (12)                                                      | Защитил титул чемпиона мира по версии IBF в лёгком весе (2-я защита Истера). Счёт: 116-112, 120-108, 120-108.                                            |
| 19                                                           | 19-0                                                         | 10 февраля 2017                                              | Луис Крус (22-4-1)                                           | Толидо, Огайо, США                                           | UD (12)                                                      | Защитил титул чемпиона мира по версии IBF в лёгком весе (1-я защита Истера). Счёт: 119-106, 118-107, 117-108.                                            |
| 18                                                           | 18-0                                                         | 9 сентября 2016                                              | Ричард Комми (24-0)                                          | Рединг, Пенсильвания, США                                    | SD (12)                                                      | Завоевал вакантный титул чемпиона мира по версии IBF в лёгком весе. Счёт: 115-112, 113-114, 114-113.                                                     |
| 17                                                           | 17-0                                                         | 1 апреля 2016                                                | Архенис Мендес (23-3-1)                                      | DC Armory, Вашингтон, США                                    | TKO 5 (10), 2:43                                             | |
| Бои в лёгком весе — 135 фунтов (до 61,24 кг).                |                                                              |                                                              |                                                              |                                                              |                                                              | |